# Luna 8
Luna 8 byla další sovětskou sondou „druhé generace“ z programu Luna, která měla měkce přistát na Měsíci. V evidenci COSPAR dostala označení 1965-099A. Ani tato mise čtvrté z Lun během roku 1965 nebyla úspěšná.

## Popis sondy
Oproti sondám první generace (Luna 1-3) byl tento E typ vybaven systémy na korekce a snížení rychlosti letu. Vlastní hmotnost byla 1552 kg. Byla obdobně jako jiné tříose stabilizovaná, její hlavní částí byla kulová nádrž s okysličovadlem, na ní byla palivová nádrž. Sonda měla namontované pouzdro s nafukovacím ochranným krytem. a raketový motor. I tuto sondu vyrobilo konstrukční středisko OKB-1, dnešní RKK Eněrgija.

## Průběh letu

### Po startu
Start nosné rakety Molnija se sondou byl ráno 3. prosince 1965 z kosmodromu Bajkonur. Nejprve byla vynesena na nízkou oběžnou dráhu zhruba 169-209 km nad Zemí (též uváděna jako parkovací).

### Druhá část letu
Během druhého letového dne byl zapnut korekční raketový motor. Pracoval správně a sonda byla navedena k Měsíci.

### Neúspěch v závěru
Večer 6. prosince byla prováděna závěrečná část letu sondy. Brzdící motor nepracoval přesně a sonda na povrch dopadla příliš rychle, zhruba 15-20 metrů/sec do stejné oblasti, jako Luna předchozí, tedy Oceanus Procellarum, západně od kráteru Kepler. Let trval obvyklých 3,5 dne.